# Клементи, Кассандра
Кассандра Клементи (англ. Kassandra Clementi; род. 10 октября 1990) — австралийская актриса. Наиболее известна своей ролью Медди Осборн в телесериале Seven Network «Домой и в путь».

## Карьера
В 2009 году Клементи появилась в эпизодической роли в австралийско-британском фильме «Мальчики возвращаются» с Клайвом Оуэном. Позже стала успешно получать роли в различных телесериалах. Первые роли которые она получила на телевидении были Кейр в «Такова жизнь» и Челси в телевизионном фильме «Криминальная Австралия. Архивы: Проникновение». После переезда в Атланту, штат Джорджия, США, она получила роль в американском телесериале «Поющие леди», в котором играла вместе с Куин Латифой в роли Кристины на протяжении шести месяцев. В 2012 году Клементи отправилась в Лос-Анджелес, где велись съёмки фильма «Рождество Твистера», где главную роль сыграла Каспер Ван Дин. В том же году вместе с Кристианом Слейтером снялась в художественном фильме «Хэтфилды и МакКои».
В 2012 году Клементи получила роль Медлен «Медди» Осборн в мыльной опере Seven Network «Домой и в путь».

## Фильмография
| Год       | Название                                      | Роль             | Примечания                           |
| --------- | --------------------------------------------- | ---------------- | ------------------------------------ |
| 2009      | Мальчики возвращаются                         | Девушка на пляже |                                      |
| 2010      | такова жизнь                                  | Кара             | «Идти на вершину» (1 сезон, 2 серия) |
| 2011      | Криминальная Австралия. Архивы: Проникновение | Челси Макларен   | Телефильм                            |
| 2011      | Поющие леди                                   | Кристина Картер  | 10 серий                             |
| 2012      | Белоснежка и семь гномов                      | Спящая красавица | Короткометражка                      |
| 2012      | Хэтфилды и МакКои                             | Розанна МакКой   |                                      |
| 2012      | Рождественский Твистер                        | Лекси            | Телефильм (F6 Twister)               |
| 2013-2016 | Домой и в путь                                | Медди Осборн     | Главная роль                         |
| 2016      | "Мой летний принц"                            | Леди Изабелла    | Hallmark Movie                       |
| 2016      | Стать Бондом                                  | Белинда          | Документальный/драма                 |
| 2017      | Нереально                                     | Кристал          | 3 сезон                              |
| 2020      | Брешь                                         | Хейли            |                                      |
| 2020      | The Christmas High Note                       | Эмма             | Lifetime Movie                       |